# Amy Winehouse
Amy Jade Winehouse (14 tháng 9 năm 1983 – 23 tháng 7 năm 2011) là một nữ cố ca sĩ, nhạc sĩ người Anh. Cô được biết đến với chất giọng nữ trầm đầy cảm xúc và sự pha trộn đa dạng của nhiều thể loại âm nhạc, bao gồm soul, R&B và jazz.
Là thành viên của Dàn nhạc Jazz Thanh niên Quốc gia thời trẻ, Winehouse đã ký hợp đồng với 19 Management của Simon Fuller vào năm 2002 và sớm thu âm một số bài hát trước khi ký hợp đồng với EMI. Cô cũng hình thành mối quan hệ với nhà sản xuất Salaam Remi thông qua hãng thu âm này. Album đầu tay của Winehouse, Frank, được phát hành vào năm 2003. Nhiều bài hát của album chịu ảnh hưởng của nhạc jazz và đều do Winehouse đồng sáng tác. Frank là một thành công lớn ở Anh và được đề cử cho giải Mercury. Bài hát "Stronger Than Me" đã mang về cho cô giải Ivor Novello hạng mục Bài hát đương đại hay nhất của Học viện nhạc sĩ, nhà soạn nhạc và tác giả Anh.
Winehouse phát hành album tiếp theo của cô, Back to Black, vào năm 2006, album này trở thành một thành công trên toàn cầu và là một trong những album bán chạy nhất trong lịch sử Vương quốc Anh. Tại lễ trao giải Brit năm 2007, nó được đề cử cho Album Anh Quốc của năm, và cô nhận được giải thưởng Nữ nghệ sĩ solo của Anh. Bài hát "Rehab" đã mang về cho cô giải Ivor Novello thứ hai. Tại lễ trao giải Grammy lần thứ 50 vào năm 2008, cô đã giành được 5 giải thưởng, lập kỷ lục là nữ nghệ sĩ giành được nhiều chiến thắng nhất trong một đêm và trở thành nghệ sĩ nữ Anh đầu tiên giành được 5 giải Grammy, trong đó có 3 hạng mục chính của giải Grammy: Nghệ sĩ mới xuất sắc nhất, Thu âm của năm và Bài hát của năm (cho "Rehab"), cũng như Album giọng pop xuất sắc nhất.
Winehouse qua đời vì ngộ độc rượu vào ngày 23 tháng 7 năm 2011, ở tuổi 27. Sau khi qua đời, Back to Black tạm thời trở thành album bán chạy nhất thế kỷ 21. VH1 xếp hạng Winehouse ở vị trí thứ 26 trong danh sách 100 Phụ nữ vĩ đại nhất trong âm nhạc.

## Thời niên thiếu

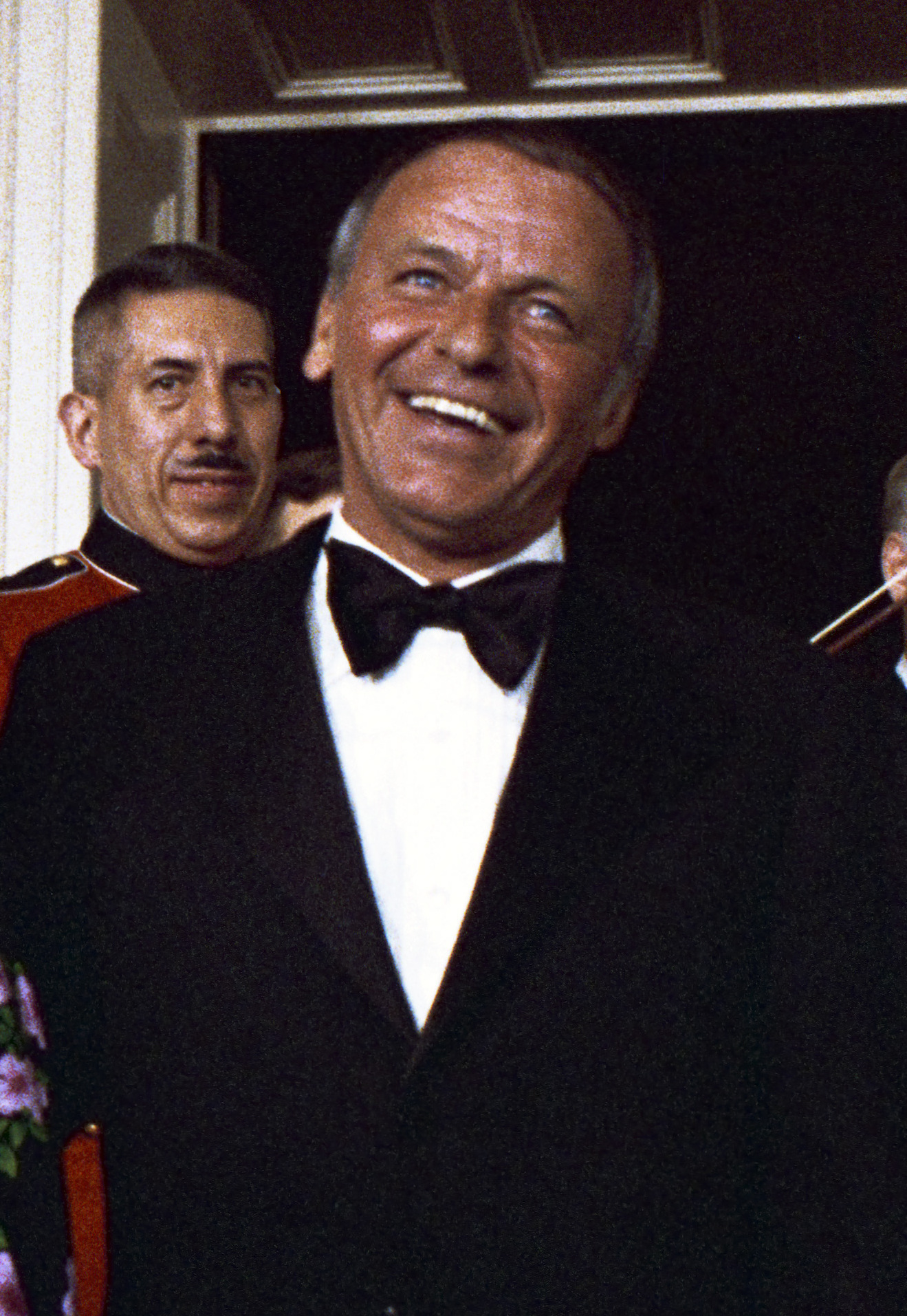
Lúc còn trẻ, Winehouse tìm đến dòng nhạc jazz bởi Frank Sinatra —người mà cô lấy tên để đặt cho album đầu tay của mình.

Amy Winehouse được sinh ra tại Bệnh viện Chase Farm ở phía Bắc Luân Đôn, trong một gia đình theo đạo Do Thái. Cha của cô, Mitchell "Mitch" Winehouse, là một thợ lắp khung cửa sổ, mà sau đó đã đổi sang làm tài xế taxi; mẹ của cô, Janis Winehouse (họ trước là Seaton), là một dược sĩ. Amy có một người anh trai tên là Alex (sinh năm 1979). Gia đình cô sinh sống tại khu vực Southgate thuộc Luân Đôn.
Nhiều người chú của Winehouse từng là những nhạc công jazz chuyên nghiệp. Bà nội của Amy, Cynthia, từng là một ca sĩ và từng hẹn hò cùng nhạc công jazz huyền thoại Ronnie Scott. Chính bà và cha mẹ của Amy đã truyền cảm hứng cho niềm yêu thích dòng nhạc jazz của cô sau này. Cha cô thường hát cho cô nghe những bài hát của Frank Sinatra và mỗi khi bị đánh ở trường, cô hay hát "Fly Me to the Moon" trước khi đến mách lại cho cô hiệu trưởng. Cha mẹ của Winehouse li thân lúc cô mới lên 9, cô phải sống với mẹ và thường đến thăm cha cùng người tình của ông tại Hatfield Heath, Essex vào những dịp cuối tuần.
Cùng năm đó, bà Amy khuyên cô nên đăng ký vào Trường sân khấu Susi Earnshaw, nơi cô theo học hát và nhảy tapdance. Cô học ở đó trong vòng 4 năm và thành lập một nhóm hát rap nhỏ có tên gọi "Sweet 'n' Sour" cùng cô bạn thân từ thuở nhỏ, Juliette Ashby, trước khi tìm cho mình một khóa luyện thanh dài hạn tại Trường sân khấu Sylvia Young. Winehouse được cho là bị đuổi học vào năm 14 tuổi vì "không thể thích ứng với bản thân" và thực hiện việc khoen mũi vào thời điểm đó. (Sylvia Young lại chối bỏ việc này-"Cô ấy chuyển trường năm 15 tuổi-Tôi từng nghe về việc cô ấy bị đuổi khỏi trường;cô ấy không hề bị như thế. Tôi chưa bao giờ đuổi Amy"—với sự có mặt của Mitch Winehouse.) Cô từng có mặt trong một tập của chương trình The Fast Show vào năm 1997, cùng với những đứa trẻ khác từ Trường Sylvia Young và sau đó theo học tại Trường The Mount tại Mill Hill; Trường BRIT tại Selhurst, Croydon; Trường Southgate; và sau cùng là Trường Ashmole.

## Sự nghiệp âm nhạc

### Thuở đầu sự nghiệp
Sau khi nghịch chiếc đàn guitar của anh trai Alex, Winehouse tự mình mua một chiếc vào năm 14 tuổi và bắt đầu sáng tác nhạc một năm sau đó. Không lâu sau, cô bắt đầu buơn chải làm việc để sống, với một lần cộng tác với hãng World Entertainment News Network như là một nhà báo cho mảng giải trí và có cơ hội hát cùng với nhóm nhạc địa phương Bolsha Band. Vào tháng 7 năm 2000, cô trở thành giọng ca nữ hợp tác cùng National Youth Jazz Orchestra; với cảm hứng lấy từ Sarah Vaughan và Dinah Washington, khi cô từng được nghe Dinah lúc còn ở nhà. Anh bạn thân của Amy, nam ca sĩ nhạc soul Tyler James, có gửi một đoạn thu thử của cô cho một nhà tìm kiếm tài năng. Winehouse sau đó ký hợp đồng cùng hãng 19 Management của Simon Fuller vào năm 2002 và được trả 250 Bảng Anh/một tuần. Trong lúc tham gia hoạt động bởi công ty quản lý, cô vẫn được giữ lại như là một bí mật của nền công nghiệp ghi âm cho dù vẫn xuất hiện đều đặn như là một nghệ sĩ jazz thông thường tại Hộp đêm Cobden. Darcus Beese, người đại diện tương lai của Winehouse tại Island (Universal), tình cờ nghe thấy cô từ người quản lý của The Lewinson Brothers, khi cô là giọng ca chính trong một sản phẩm của khách hàng. Do không được cung cấp thêm thông tin nào về danh tính của cô, Beese phải mất đến vài tháng tìm hiểu và biết được cô đang bắt đầu thu âm một số bài hát và ký một hợp đồng công khai cùng hãng EMI. Thông qua Salaam Remi, Besse sau cùng cũng giới thiệu Winehouse cho chủ hãng đĩa Island Record, Nick Gatfield, và tiến đến việc ký kết một hợp đồng không lâu sau đó.

### 2003–04: Đạt thành công ở hãng đĩa lớn vàFrank

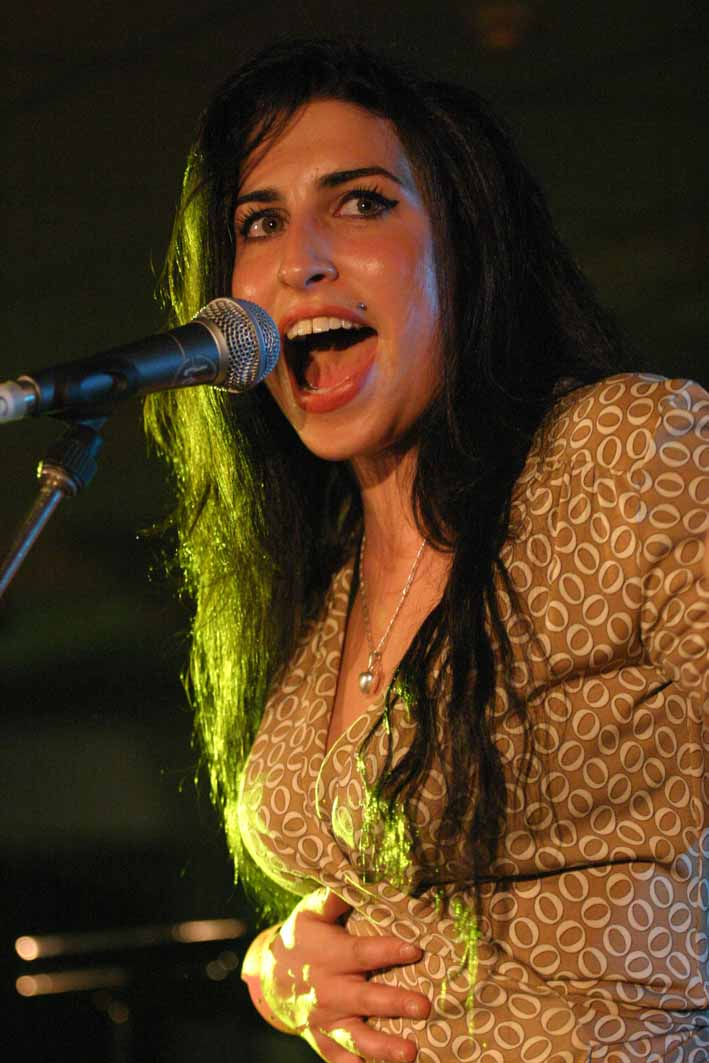
Amy Winehouse trình diễn trực tiếp vào năm 2004

Album đầu tay của Winehouse, Frank được phát hành vào ngày 20 tháng 10 năm 2003, do Salaam Remi chủ yếu sản xuất. Mang ảnh hưởng mạnh mẽ của dòng nhạc jazz, album được Winehouse đồng sáng tác tất cả bài hát, bên cạnh hai bài hát trình bày lại. Album được các nhà phê bình âm nhạc đón nhận một cách tích cực, với những lời khen ngợi tới phong cách "trầm tư và tự phê bình" trong phần lời nhạc và so sánh giọng hát của cô với Sarah Vaughan, Macy Gray và nhiều người khác.
Album tăng hạng cao tại thị trường Anh Quốc trong năm 2004 sau khi cô đã được đề cử cho giải BRIT Awards tại hạng mục "Nữ nghệ sĩ đơn ca Anh Quốc" và "Nghệ sĩ urban Anh Quốc". Album được chứng nhận đĩa Bạch kim tại đó. Vào năm 2004, cô và Remi thắng giải Ivor Novello Award cho "Bài hát đương đại xuất sắc nhất" với đĩa đơn đầu tiên của họ, "Stronger Than Me". Album cũng được xem xét đề cử cho giải Mercury Music Prize 2004. Cô lần lượt trình diễn tại giải Glastonbury Festival – Jazzworld 2004, V Festival 2004 và Montreal International Jazz Festival (ngày 7 tháng 7 năm 2004 tại Hộp đêm Soda) trong suốt năm 2004. Sau khi phát hành album, Winehouse chia sẻ việc chỉ "thực hiện 80% trong album này" vì Island Records giành quyền ưu tiên thực hiện các bài hát và bản phối. Các đĩa đơn còn lại của album, bao gồm "Take the Box", "In My Bed"/"You Sent Me Flying" và "Pumps"/"Help Yourself" được lần lượt phát hành trong năm 2004.

### 2006–07: Đạt thành công trên toàn cầu,Back to Blackvà lưu diễn
Khác với album đầu tay mang âm hưởng jazz, Winehouse chuyển sang tập trung vào phong cách của các nhóm nhạc nữ trong thập niên 1950 và 1960. Winehouse thuê lại ban nhạc lâu năm của nam ca sĩ New York Sharon Jones, The Dap-Kings để trợ giúp cho cô tại các phòng thu và trong các buổi lưu diễn. Mitch Winehouse thuật lại trong Amy, My Daughter về sự háo hức của ông khi chứng kiến sự phát triển của cô con gái mình: tính cầu toàn của cô trong phòng thu và cách mà cô sắp xếp những bài hát vào CD và chơi thử nó trên những chuyến taxi của ông để xem thử phản ứng của mọi người như thế nào. Vào tháng 5 năm 2006, các bản thu thử của Winehouse như "You Know I'm No Good" và "Rehab" xuất hiện trên chương trình phát thanh New York của Mark Ronson trên đài East Village Radio. Một vài bài hát mới được chơi trên đài phát thanh lần đầu sau khi phát hành "Pumps" cũng được lựa chọn để phát hành trong album mới của cô. Album gồm 11 bài hát, được hoàn thành trong vòng 5 tháng, và được sản xuất hoàn toàn bởi Salaam Remi và Ronson. Ronson có lần chia sẻ trong một buổi phỏng vấn vào năm 2010 về sở thích làm việc cùng Winehouse, vì cô luôn nói thẳng mỗi lần không vừa lòng với sản phẩm của anh. Lúc mới gặp, cô nghĩ rằng anh chỉ là một kỹ sư âm thanh và trông chờ gặp một nhà sản xuất có râu và già dặn hơn. Quá trình quảng bá cho Back to Black cũng sớm được bắt đầu. Vào đầu tháng 10 năm 2006, trang mạng chính thức của Winehouse công bố nhiều đoạn clip của những bài hát chưa được phát hành. Back to Black được phát hành chính thức tại Anh Quốc vào ngày 30 tháng 10 năm 2006. Album đạt ngôi đầu bảng UK Albums Chart trong suốt hai tuần vào tháng 1 năm 2007, trước khi rơi xuống và leo lên lại trong nhiều tuần lễ ở tháng 2. Tại Hoa Kỳ, album đạt đến vị trí thứ 7 trên Billboard 200. Đây là album bán chạy nhất tại thị trường Anh Quốc trong năm 2007, với lượng doanh số đạt ngưỡng 1.85 triệu bản.
Album cho phát hành nhiều đĩa đơn ăn khách. Đĩa đơn đầu tiên trích từ album do Ronson sản xuất, "Rehab" đạt đến top 10 tại Hoa Kỳ và Anh Quốc. TIME công nhận "Rehab" là "Bài hát xuất sắc nhất năm 2007". Tác giả Josh Tyrangiel đề cao Winehouse vì sự liều lĩnh của cô, khi cho rằng "Cô là một kẻ huênh hoang, vui nhộn, nóng nảy và có đôi chút điên dại" và "Để không bị quyến rũ bởi bản chất của cô là điều bất khả thi. Khi kết hợp nó cùng phần sản xuất của Mark Ronson, với 4 thập niên quý giá của dòng nhạc soul và bạn đã có được bài hát xuất sắc nhất năm 2007." Đĩa đơn thứ hai của album và là đĩa đơn đầu tiên được phát hành tại Hoa Kỳ, "You Know I'm No Good", được xuất bản vào tháng 1 năm 2007 cùng một bản phối lại với giọng rap của Ghostface Killah. Sau cùng, bài hát đạt đến vị trí thứ 18 trên UK Singles Chart. Bài hát cùng tựa đề album, "Back to Black" được phát hành tại Anh Quốc vào tháng 4 năm 2007 và đạt đến vị trí thứ 25 tại đó. Tuy vậy, bài hát đạt thành công trên khắp Châu Âu. "Tears Dry on Their Own", "Love Is a Losing Game" và "Just Friends" cũng đều được phát hành dưới dạng đĩa đơn, nhưng không thể đạt được đến thành công như các sản phẩm trước.
Phiên bản đặc biệt của Back to Black được phát hành vào ngày 5 tháng 11 năm 2007 tại Anh Quốc. Với đĩa bổ sung có mặt B, cùng các bản thu trực tiếp, bao gồm bài hát "Valerie". DVD đầu tay của Winehouse, I Told You I Was Trouble: Live in London cũng được phát hành cùng ngày tại Anh Quốc và vào ngày 13 tháng 11 tại Hoa Kỳ. DVD bao gồm các bản thu âm trực tiếp tại Shepherd's Bush Empire, Luân Đôn và một đoạn phim tư liệu dài 50 phút kể về sự nghiệp của cô trong suốt 4 năm qua. Frank được phát hành tại Hoa Kỳ vào ngày 20 tháng 11 năm 2007 trong sự đón nhận nồng hậu của giới chuyên môn. Album mở đầu tại vị trí thứ 61 trên Billboard 200. Cô còn hợp tác cùng những nghệ sĩ khác trong nhiều đĩa đơn, có thể kể đến như phần góp giọng của cô trong bài hát "Valerie" trong album đơn ca Version của Mark Ronson. Bài hát đạt đến ngôi Á quân tại Anh Quốc và được đề cử cho hạng mục "Đĩa đơn Anh Quốc xuất sắc nhất" tại mùa giải Brit Award năm 2008; hay bài hát "B Boy Baby" mà cô hợp tác cùng cựu thành viên của ban nhạc nữ Sugababe, Mutya Buena được phát hành vào ngày 17 tháng 12 năm 2007, dưới dạng đĩa đơn thứ tư trích từ album phòng thu đầu tay của Buena, Real Girl. Winehouse cũng từng có cơ hội hợp tác cùng Missy Elliott cho album phòng thu thứ 7 của cô, Block Party.

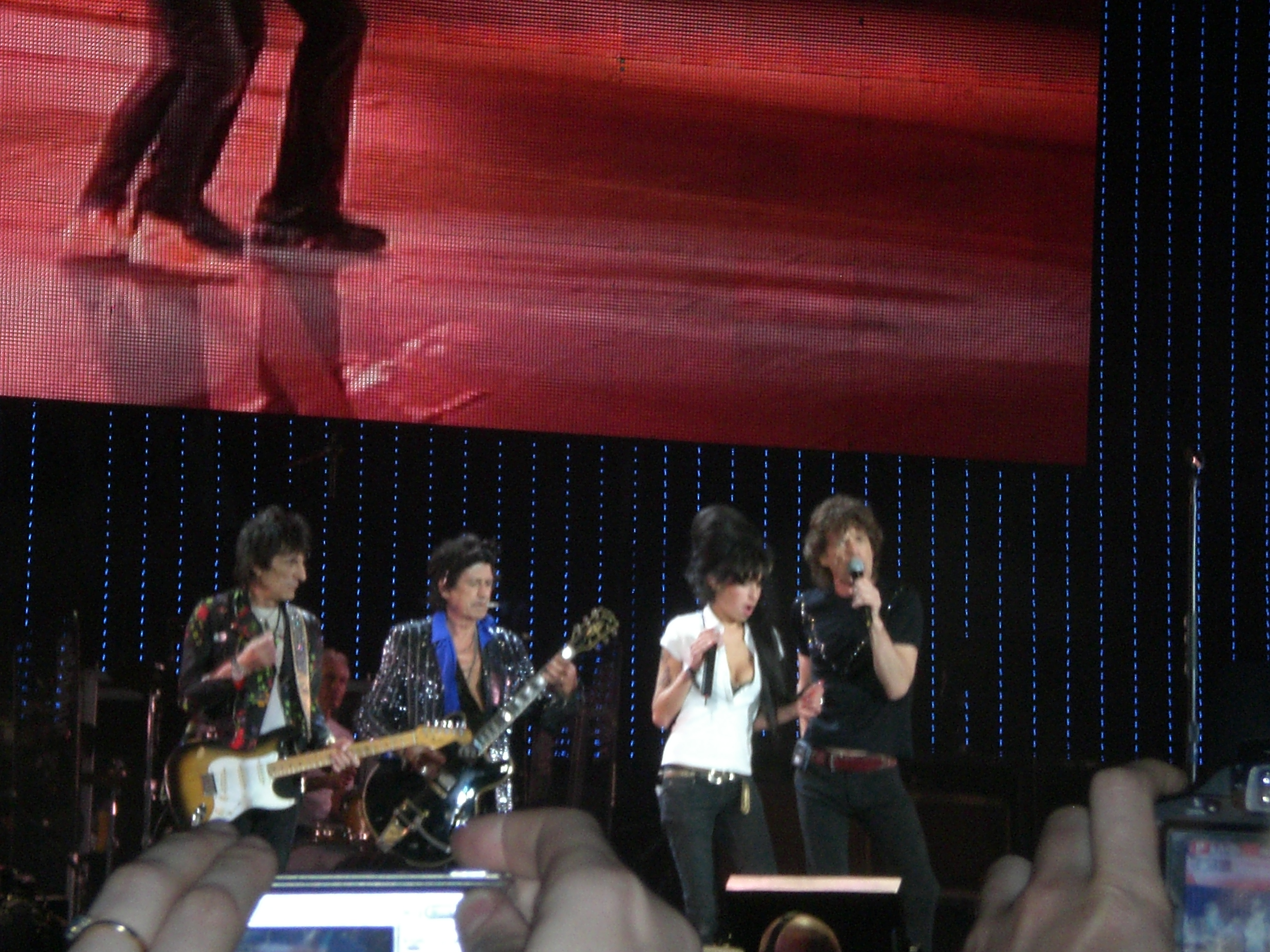
Amy Winehouse cùng ban nhạc The Rolling Stones trong chương trình Isle of Wight năm 2007.

Winehouse tham gia lưu diễn nhằm quảng bá cho Back to Black vào tháng 9 và tháng 11 năm 2006, có bao gồm đêm diễn từ thiện Little Noise Sessions tại Union Chapel thuộc Islington. Vào ngày 31 tháng 12 năm 2006, Winehouse xuất hiện trong chương trình Annual Hootenanny và cùng Paul Weller và Dàn hợp xướng Holland's Rhythm and Blues thể hiện lại ca khúc "I Heard It Through the Grapevine" của Marvin Gaye. Cô cũng trình diễn "Monkey Man" của Toots and the Maytals. Cô bắt đầu thêm một chuyến lưu diễn khác, bao gồm 14 đêm diễn, bắt đầu vào tháng 2 năm 2007. Theo yêu cầu của chính ông, Bruce Willis đã giới thiệu Winehouse trước khi trình bày "Rehab" tại lễ trao giải MTV Movie Awards 2007. Cô khiến ban tổ chức giải thưởng lo lắng khi tự ý đến Las Vegas chỉ vài tiếng trước khi chương trình bắt đầu. Trong mùa hè năm 2007, cô trình diễn tại nhiều ngày hội khác nhau, có bao gồm Glastonbury Festival của Anh Quốc, ngày hội Lollapalooza tại Chicago, Rock Werchter tại Bỉ và ngày hội Virgin Music Festival tại Baltimore.
Phần còn lại của chuyến lưu diễn mà cô tổ chức đã diễn ra không suôn sẻ như dự kiến. Vào đêm mở màn một chặng lưu diễn gồm 17 đêm vào tháng 11 năm 2007, cô nhận được những lời chê bai và bỏ về từ khán giả từ National Indoor Arena tại Birmingham. Một nhà phê bình từ Birmingham Mail chia sẻ đó là "một trong những đêm buồn nhất cuộc đời tôi... Tôi nhìn thấy một nghệ sĩ vô cùng tài năng bắt đầu tuôn lệ, vấp ngã trên sân khấu, và, không thể nào bỏ qua được, chửi rủa khán giả." Tình trạng này vẫn tiếp diễn khi kết thúc những đêm diễn khác, như tại Hammersmith Apollo, khi nhiều người hâm mộ cho rằng cô ấy "trông say xỉn suốt buổi trình diễn", cho đến khi cô thông báo hoãn lại các buổi trình diễn và những dịp xuất hiện trước công chúng vào ngày 27 tháng 11 năm 2007. Một lời tuyên bố từ nhà quảng bá lưu diễn Live Nation đổ lỗi cho "sự nghiêm ngặt trong quá trình lưu diễn và sự căng thẳng mà Amy phải chịu đựng trong nhiều tuần gần đây". Mitch Winehouse có viết về những biểu hiện lo lắng của Amy trước khi xuất hiện trước công chúng trong quyển Amy, My Daughter vào năm 2012.

### 2008: Tiếp tục đạt thành công

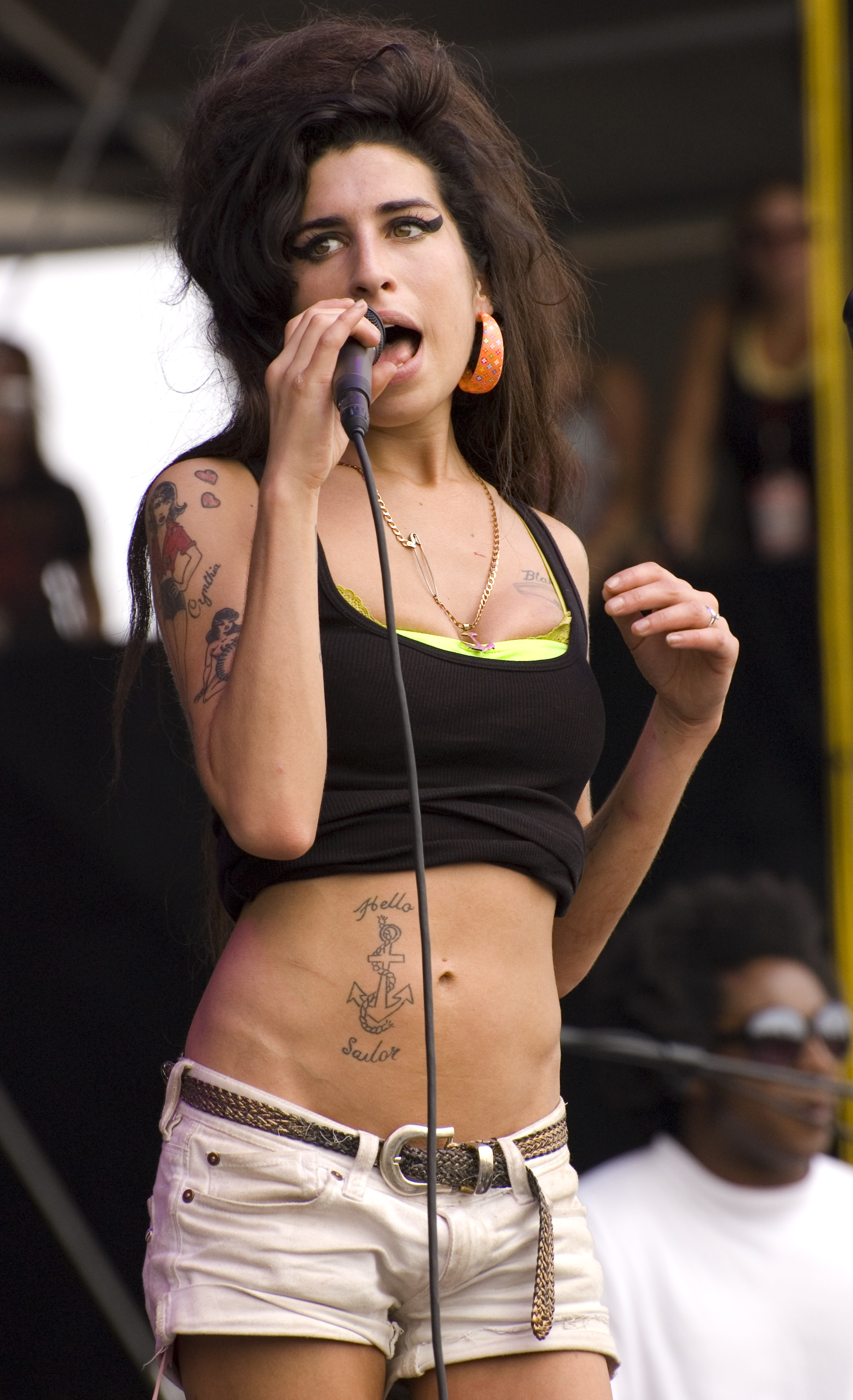
Winehouse trình diễn tại Virgin Festival, Pimlico, Baltimore trong năm 2007

Năm 2008 là một năm đại thắng của Amy trong nhiều giải thưởng quốc tế, như tại mùa giải Grammy lần thứ 50, cô giành chiến thắng tại hạng mục "Thu âm của năm", "Bài hát của năm" và "Trình diễn giọng pop nữ xuất sắc nhất" cho đĩa đơn "Rehab", trong khi album Back to Black được đề cử cho giải "Album của Năm" và thắng giải "Album giọng pop xuất sắc nhất". Sự hợp tác cùng nhà sản xuất Mark Ronson còn giúp cô thắng thế tại hạng mục "Nhà sản xuất của năm, không thuộc nhạc kịch". Cô còn thắng thêm một giải cho "Nghệ sĩ mới xuất sắc nhất", giúp cô nhận được danh hiệu "Nữ nghệ sĩ Anh Quốc dành nhiều giải Grammy nhất" trong Sách Kỷ lục Guinness phiên bản năm 2009 Cô còn thể hiện bài hát "You Know I'm No Good" và "Rehab" cho đêm trao giải hôm đó thông qua hệ thống vệ tinh, khi cô chưa được cấp phép thị thực để tham dự lễ trao giải. Sau khi trình diễn, lượng doanh thu của album tăng lên đáng kể và giúp Back to Black đạt ngôi Á quân trên Billboard 200, sau khi chỉ đạt vị trí thứ 7 trước đó. Vào ngày 13 tháng 1 năm 2008, Back to Black chiếm giữ ngôi đầu của Billboard Pan European Charts trong suốt ba tuần lễ liền.
Một phiên bản đặc biệt của Back to Black đạt ngôi đầu bảng tại Anh Quốc vào ngày 2 tháng 3 năm 2008. Phiên bản gốc của album đạt đến vị trí thứ 30 trong tuần lễ thứ 68 xuất hiện trên bảng xếp hạng, trong khi Frank nằm ở vị trí thứ 35. Tính đến ngày 12 tháng 3, album đã đạt ngưỡng 2.467.575 bản, với 318.350 bản được tiêu thụ chỉ trong 10 tuần trước đó, và lần đầu tiên đưa album này lọt vào danh sách các album bán chạy nhất thế kỉ thứ 21 tại Anh Quốc. Vào ngày 7 tháng 4, Back to Black trở lại vị trí đầu bảng trên Billboard Pan European Charts trong tuần lễ thứ 6 liên tiếp. Back to Black cũng trở thành album bán chạy thứ 7 trên toàn cầu vào năm 2008.
Trong lễ trao giải Ivor Novello Awards 2008, Winehouse trở thành nghệ sĩ đầu tiên được đề cử 2 lần cho hạng mục đứng đầu, "Bài hát có lời và nhạc xuất sắc nhất". Cô giành chiến thắng tại hạng mục này với bài hát "Love Is a Losing Game" và được đề cử cho bài "You Know I'm No Good". "Rehab", bài hát giành chiến thắng tại giải Novello cho "Bài hát đương đại xuất sắc nhất" vào năm 2006, lại tiếp tục được đề cử vào năm 2008 cho "Bài hát Anh Quốc bán chạy nhất". Winehouse còn được đề cử cho MTV Europe Award ở hạng mục "Nghệ sĩ của năm". Một DVD tài liệu dài 78 phút mang tên Amy Winehouse – The Girl Done Good: A Documentary Review được phát hành vào ngày 14 tháng 4 năm 2008. Bộ phim tài liệu này có bao gồm nhiều buổi phỏng vấn với những người quen biết cô từ nhỏ, giúp cô đạt danh tiếng, những chuyên gia nhạc jazz, cũng như những khách mời đặc biệt của làng nhạc và văn hóa đại chúng. Một đoạn clip nhạc của Winehouse cũng xuất hiện trong "Roots and Influences", nhằm giới thiệu về Đại sảnh Danh vọng Rock and Roll, mở cửa vào tháng 12 năm 2008. Đoạn trích dẫn bắt đầu từ Billie Holiday đến Aretha Franklin, Mary J. Blige và cuối cùng là Winehouse. Winehouse còn trình diễn cùng Rhythms del Mundo trong một bản thể hiện lại bài hát "Cupid" của Sam Cooke, có nằm trong album quyên góp Artists Project Earth được ra mắt vào ngày 13 tháng 7 năm 2009.
Vào ngày 20 tháng 2 năm 2008, Winehouse trình diễn bài hát "Valerie" cùng Mark Ronson, theo sau bằng bài hát "Love Is a Losing Game" tại lễ trao giải BRIT Awards năm 2008. Tại Paris, cô trình diễn tại lễ khai trương cho một cửa hàng Fendi. Cho dù được cha ruột, nhà quản lý và nhiều thành viên khác trong đội ngũ lưu diễn ra sức ngăn cản, Winehouse vẫn tham gia trình diễn tại ngày hội Rock in Rio Lisboa tại Bồ Đào Nha vào tháng 5 năm 2008. Mặc cho khán đài vẫn còn chưa chuẩn bị do cô đến trễ và giọng hát của cô đêm đó gặp nhiều vấn đề, khán giả vẫn tỏ ra nồng nhiệt với cô. Ngoài các bài hát của mình, cô còn trình diễn lại hai bài hát của nhóm The Specials. Cô cũng tham gia trình diễn tại bữa tiệc sinh nhật lần thứ 90 của tổng thống Nelson Mandela tại Hyde Park, Luân Đôn vào ngày 27 tháng 6, và tiếp tục trình diễn tại Ngày hội Glastonbury vào ngày hôm sau. Vào ngày 12 tháng 7, cô được đón nhận nồng hậu khi trình diễn suốt 50 phút tại Ngày hội Oxegen, và hơn 14 bài hát tại T in the Park vào ngay ngày hôm sau. Vào ngày 16 tháng 8, cô trình diễn tại chặng Staffordshire của Ngày hội V và tại chặng Chelmsford vào ngày tiếp sau. Những người thực hiện cho rằng Winehouse chính là người lôi kéo được nhiều người đến ngày hội hôm đó, dù vậy, buổi diễn nhận được những phản hồi trái chiều từ khán giả. Vào ngày 6 tháng 9, cô trình diễn Bestival Saturday 2008, nơi mà cả chương trình diễn ra quá giờ do cô đến trễ mất gần 1 tiếng và kết thúc khi cô giận dữ bỏ đi khỏi sân khấu. Back to Black là album bán chạy thứ 7 trên toàn cầu vào năm 2008.

### 2009–11: Những dự án sau cùng trước khi mất
Winehouse và Ronson đã trình bày lại bài hát "It's My Party" của Lesley Gore trong album tưởng nhớ đến Quincy Jones mang tên Q Soul Bossa Nostra, đã được phát hành vào ngày 3 tháng 11 năm 2010. Winehouse cùng tay trống ?uestlove từ The Roots đã cùng nhau đồng thuận để thành lập một nhóm nhạc nhưng cô đã phải trì hoãn lại do các vấn đề về thị thực, Salaam Remi đã thực hiện trước một vài thể loại cùng Winehouse như là một phần của dự án. Theo The Times, hãng Universal Music đã thúc giục cô thực hiện sản phẩm mới vào năm 2008, và Winehouse cho đến tận ngày 2 tháng 9 vẫn chưa thể hoàn thành nó. Vào cuối tháng 10, người đại diện cho Winehouse đã trích dẫn việc Winehouse vẫn chưa đưa ra ngày hoàn tất cho album phòng thu thứ ba của mình, khi cô vẫn đang trong thời gian học chơi trống.

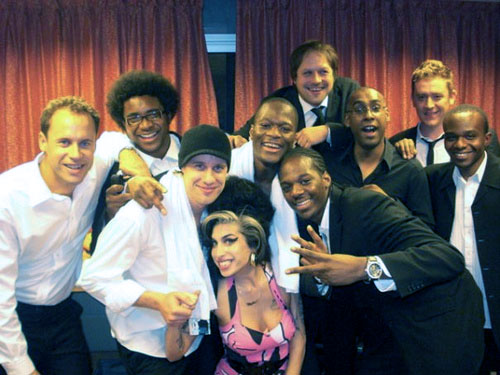
Amy Winehouse cùng ban nhạc của cô vào ngày 16 tháng 3 năm 2009

Vào tháng 5 năm 2009, Winehouse đã trở lại để trình diễn tại một lễ hội nhạc jazz tại Saint Lucia trong tình trạng mưa lớn cùng nhiều khó khăn khác về mặt kĩ thuật. Trong suốt phần trình diễn đó, cô đã được ghi nhận trong tình trạng loạng choạng và quên lời trên sân khấu. Sau đó, cô đã xin lỗi trước khán giả và bỏ về khi đang hát giữa chừng. Trong ngày hội âm nhạc V vào ngày 23 tháng 8, để cổ vũ khán giả, cô đã hát cùng The Specials trong bài hát "You're Wondering Now" và "Ghost Town". Trong lúc đang ở lại Saint Lucia, cô cũng đã hợp tác trong một vài dự án cùng Salaam Remi. Hãng Island đã khẳng định việc album mới sẽ được ra mắt vào năm 2010, cùng với lời của đồng chủ tịch hãng, Darcus Beese, "Tôi đã nghe qua vài bản thu thử và đã vô cùng yêu thích chúng". Vào tháng 7 năm 2010, Winehouse đã được trích dẫn khi công bố về việc album mới sẽ được phát hành trước tháng 1 năm 2011, đồng thời cho rằng "nó sẽ gần giống như album thứ hai của tôi". Cùng tháng đó, Ronson cũng đã có đính chính rằng anh vẫn chưa bắt đầu thực hiện album này. Cô đã trình diễn "Valerie" cùng Ronson tại một buổi công chiếu phim nhưng đã quên lời ở vài phân khúc. Vào tháng 10, Winehouse đã trình diễn 4 bài hát để quảng bá cho dòng thời trang của riêng cô. Vào tháng 12 năm 2010, cô đã trình diễn tại một đêm nhạc dài 40 phút ở một bữa tiệc tại Moscow.
Vào tháng 1 năm 2011, cô đã trình diễn trong suốt 5 ngày tại Brazil, cùng những phần diễn mở đầu của Janelle Monáe và Mayer Hawthorne. Vào ngày 11 tháng 2 năm 2011, Winehouse đã thu gọn màn trình diễn của mình tại Dubai cùng sự la ó từ khán giả. Winehouse được ghi nhận đã tỏ ra mệt mỏi, bị xao nhãng và "chếnh choáng" trong buổi diễn.
Vào ngày 18 tháng 6 năm 2011, Winehouse đã bắt đầu chuyến lưu diễn gồm 12 chặng tại châu Âu ở Belgrade. Các hãng truyền thông địa phương đã mô tả phần trình diễn của cô như là một sự phỉ báng và là một thảm họa, khi cô đã bị khán giả la ó đòi xuống sân khấu lúc đang tỏ ra quá say xỉn để trình diễn. Cô còn được ghi nhận đã không nhớ nổi thành phố mà cô đang lưu diễn là ở đâu, và quên kể cả lời nhạc hay bất kể ai trong ban nhạc của cô. Khán giả còn khẳng định cô đã bị các tay vệ sĩ của mình ép phải trình diễn, khi đã không cho phép cô rời sân khấu. Cô sau đó đã hoãn lại các đêm trình diễn tại Istanbul và Athens mà cô đã dự định cho tuần kế đó. Vào ngày 21 tháng 6, cô đã thông báo sẽ hủy hết những đêm diễn còn lại của chuyến lưu diễn và cô sẽ dành thời gian để trấn tĩnh bản thân.
Lần cuối mà Winehouse xuất hiện trước công chúng là vào ngày 20 tháng 7 năm 2011, tại Roundhouse thuộc Camden, London, nơi cô đã bất ngờ lộ diện trên sân khấu để ủng hộ cô con gái đỡ đầu của cô, Dionne Bromfield, khi đã trình diễn "Mama Said" cùng The Wanted.
Bản thu âm cuối cùng của Winehouse chính là bản song ca cùng nam danh ca gạo cội Tony Bennett trong album Duets II, đã được phát hành vào ngày 20 tháng 9 năm 2011. Đĩa đơn của họ trích từ album trên, "Body and Soul," đã được phát hành vào ngày 14 tháng 9 năm 2011 trên MTV, VH1, trong dịp mà lẽ ra đã là sinh nhật lần thứ 28 của cô. Cha của cô, Mitch Winehouse, đã công bố về Quỹ "Amy Winehouse Foundation" với mục đích nâng cao ý thức và hỗ trợ các bạn trẻ gặp các vấn đề như nghiện ma túy. Lượng doanh thu từ "Body and Soul" đã được quyên góp vào Amy Winehouse Foundation. Bài hát sau đó đã nhận Giải Grammy cho Trình diễn nhóm nhạc/song ca xuất sắc nhất trong lễ trao giải lần thứ 54 vào ngày 12 tháng 2 năm 2012. Mitch Winehouse đã đến đêm trao giải và nhận giải thưởng cùng người vợ Janis của ông, khi phát biểu "Chúng tôi đáng lẽ đã không ở đây. Phải là đứa con gái yêu dấu của chúng tôi mới đúng. Đây là việc mà chúng tôi phải chấp nhận."

## Qua đời

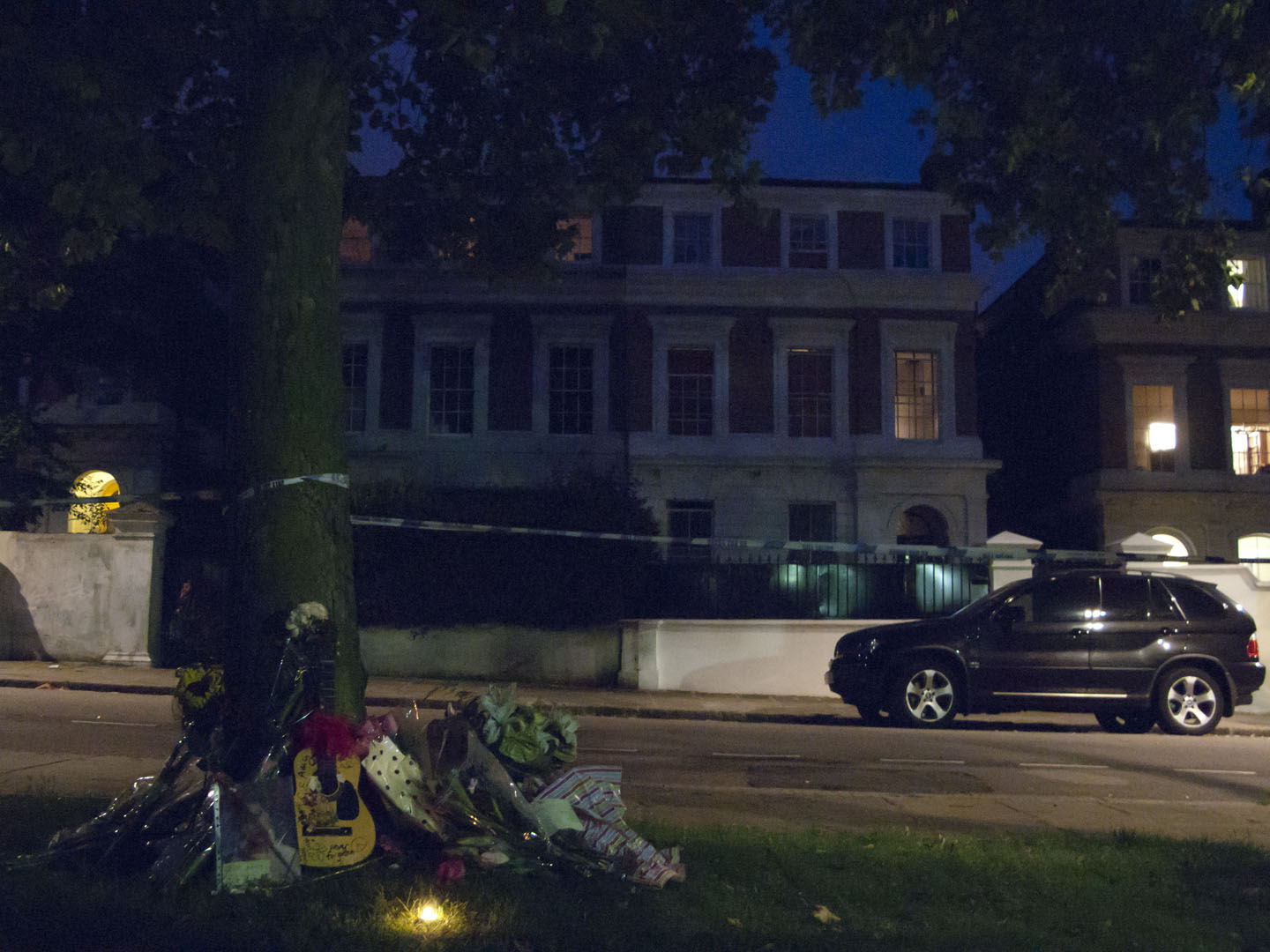
Người hâm mộ tưởng nhớ đến Winehouse bên ngoài tư gia của cô tại Camden Square trong đêm cô qua đời, vào ngày 23 tháng 7 năm 2011.

Winehouse đã bắt đầu nghiện rượu từ năm 2008, sau khi cô vừa đoạn tuyệt với việc nghiện ma túy. Vào mùa hè năm 2011, cô đã bắt đầu tạm ngưng việc uống rượu trong vài tuần, trước khi lại bắt đầu sử dụng nó, cũng là nguyên do khiến cô qua đời do ngộ độc rượu vào rạng sáng ngày 23 tháng 7 năm 2011.
Theo vệ sĩ của Winehouse, anh đã đến tư gia của cô 3 ngày trước khi cô qua đời và cảm thấy cô đã trong tình trạng say xỉn. Anh còn cho biết vào 2 giờ sáng ngày Amy qua đời, anh đã nghe "thấy tiếng cười của cô hòa với tiếng nhạc, tiếng tivi trong nhà". Lúc 10 giờ sáng, anh đã thấy cô nằm trên giường và đã cố gắng đánh thức cô dậy nhưng bất thành. Điều này đã không tạo nên nhiều nghi vấn vì cô thường hay ngủ trễ sau những đêm tiệc tùng. Cho đến khoảng 3 giờ chiều, anh đã có kiểm tra lần nữa và nhận thấy cô vẫn nằm ở vị trí cũ như lúc trước, khiến anh đã phải kiểm tra cặn kẽ hơn, và nhận ra cô đã tắt thở và mạch đã không còn đập. Anh cũng đã gọi cấp cứu ngay lập tức.
Vào 3:54 chiều giờ BST, ngày 23 tháng 7 năm 2011, 2 xe cấp cứu đã được gọi đến nhà của Winehouse tại Camden, Luân Đôn. Winehouse sau đó đã được xác nhận đã tử vong tại hiện trường. Sau khi chính thức thông báo về cái chết của cô, cánh truyền thông và máy quay đã tụ tập về nơi cô qua đời, và nhiều người đã đến gần đó để tỏ lòng tiếc thương cho cô.
Cuộc giám định đã đi đến kết luận cuối cùng vào ngày 26 tháng 10. Trong kết quả kiểm nghiệm tử thi có ghi, nồng độ cồn trong máu Amy lúc qua đời là 416 mg/100ml máu (0.416%), là mức cực kì nguy hiểm, khi nồng độ này cao gấp năm lần mức độ cho phép đối với người tham gia giao thông.

### Phản ứng của dư luận
Vào tuần lễ ngày 26 tháng 7, Frank, Back To Black, và EP Back To Black đã quay trở lại Billboard 200 lần lượt tại các vị trí thứ 57, thứ 9 và vị trí thứ 152, trước khi Back nhảy đến vị trí thứ 4 trong tuần lễ kế tiếp. Trong tuần lễ đó, nó cũng đã dẫn đầu Billboard Digital Albums Chart và là album bán chạy thứ hai trên hệ thống iTunes. "Rehab" cũng đã quay trở lại và đứng đầu Billboard Hot Digital Songs, với hơn 38,000 bản tải kĩ thuật số. Tính đến tháng 8 năm 2011, "Back to Black" đã trở thành album bán chạy nhất thế kỉ thứ 21 tại Anh Quốc. Cũng trong dịp này, Winehouse đã nắm giữ kỉ lục thế giới thứ 2 của chính cô khi là "Nữ nghệ sĩ có nhiều bài hát cùng lúc xuất hiện trong UK Singles Chart nhất", trước khi bị Whitney Houston phá vỡ khi bà qua đời vào tháng 2 năm 2012.

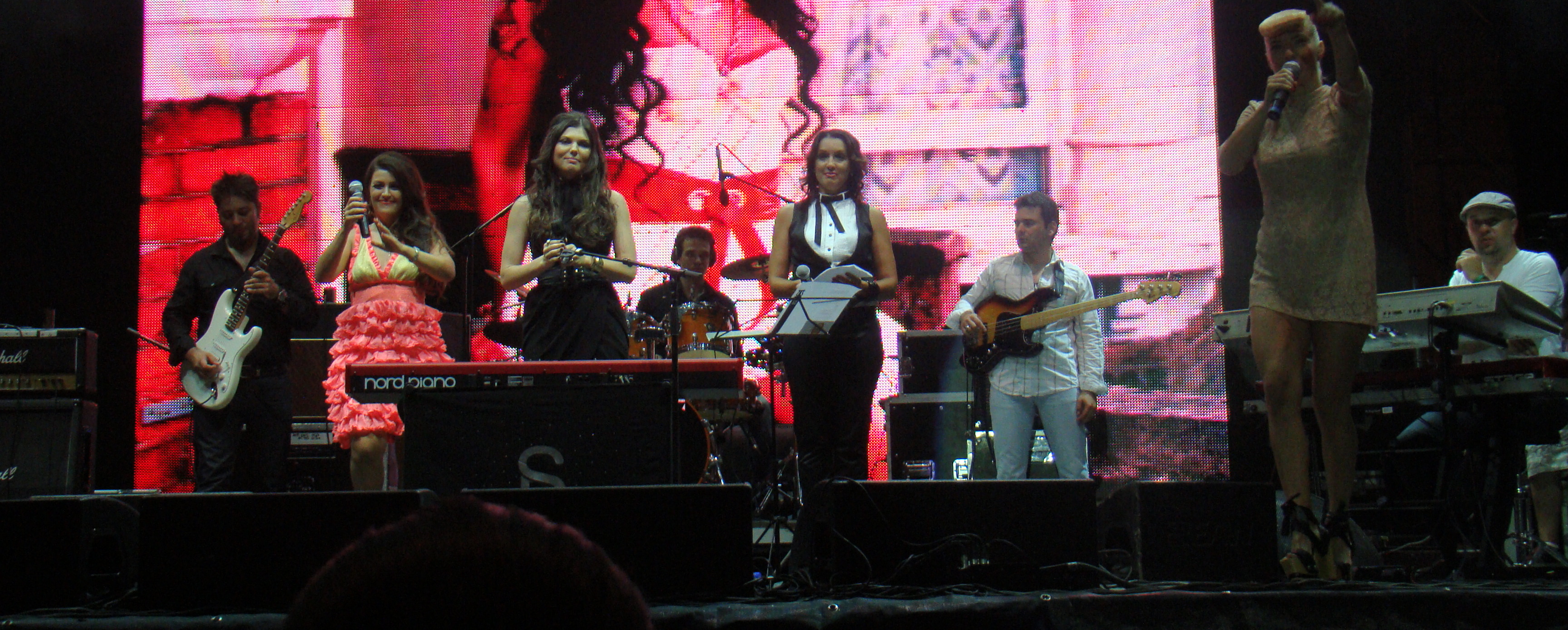
Các ca sĩ người România: Rona Hartner, Paula Seling, Nico và Maria Radu đang trình diễn trong đêm nhạc tưởng nhớ Amy Winehouse tại Bucharest vào ngày 23 tháng 10 năm 2011.

Nhãn thu âm mà Winehouse đang ký hợp đồng, Universal Republic, đã công bố một thông báo mà trong đó có viết: "Chúng tôi xin chia buồn sâu sắc đến những mất mát lớn lao của một nhạc công, nghệ sĩ và nhà trình diễn tài năng." Nhiều nghệ sĩ của làng nhạc đã gửi lời tưởng nhớ đến Winehouse, có bao gồm U2, M.I.A., Lady Gaga, Mutya Buena, Marianne Faithfull, Bruno Mars, Nicki Minaj, Keisha Buchanan, Rihanna, George Michael, Adele, Kelly Clarkson, Courtney Love, và ban nhạc punk rock Green Day, những người đã viết bài hát tưởng nhớ đến cô mang tựa đề "Amy." Khi được phỏng vấn bởi Jon Stewart từ The Daily Show vào ngày 29 tháng 9 năm 2011, Bennett đã nói ông tin rằng Amy "đã gặp nhiều rắc rối trong thời điểm đó" và khẳng định việc "cô là một ca sĩ nhạc jazz đúng chất."
Bởi vì cô đã mất đúng 17 năm kể từ cái chết của Cobain mà nhiều phương tiện truyền thông đã liên tục nhắm về Câu lạc bộ 27 thêm một lần nữa, khi vào 3 năm trước, chính cô cũng đã từng lo sợ sẽ qua đời đúng vào số tuổi ấy. Vào ngày 17 tháng 12 năm 2012, các nhà chức trách Anh đã mở lại việc điều tra về cái chết của Winehouse. Vào ngày 8 tháng 1 năm 2013, kết luận thứ hai đã được xác nhận rằng Winehouse đã mất do ngộ độc rượu. Trước đó vào ngày 17 tháng 12 năm 2013, Alex Winehouse đã tiết lộ việc anh tin chính tình trạng rối loạn ăn uống và thể trạng kém của cô mới là nguyên nhân cái chết.

### Tang lễ
Gia đình và bạn bè của cô đã đến tham dự lễ tang vào ngày 26 tháng 7 năm 2011 tại Nghĩa trang Edgwarebury, thuộc Bắc Luân Đôn. Trong lễ tang có cha mẹ của cô, bà Janis và ông Mitch Winehouse, cô bạn thân Kelly Osbourne, nhà sản xuất Mark Ronson và bạn trai Reg Travis. Chính cha của cô đã đọc bài điếu văn, "Hãy ngủ ngon, thiên thần của bố, ngủ ngon con nhé. Cha và mẹ sẽ luôn vẫn mãi yêu con rất nhiều." Bài hát "So Far Away" của Carole King đã được ngân lên trong những phút cuối của lễ tang. Cô sau đó đã được đem đi hỏa táng tại Golders Green Crematorium. Winehouse đã không để lại bất cứ di chúc nào; và vì vậy, tất cả tài sản còn lại của cô đều được cha mẹ cô thừa hưởng.

### Tưởng nhớ sau khi mất
- Một album bao gồm các sản phẩm chưa từng được phát hành mang tên Lioness: Hidden Treasures đã được phát hành vào ngày 6 tháng 12 năm 2011.[127] Nó đã đạt đến ngôi đầu bảng UK Albums Chart với lượng doanh thu trong tuần đầu phát hành cao nhất trong sự nghiệp của Winehouse.[128] Nó còn đạt đến vị trí thứ 5 trên Billboard 200, với 114,000 bản, trở thành album đạt thứ hạng cao nhất của cô tại Hoa Kì.[129]
- Cha của cô đã cho phát hành một quyển tiểu sử mang tên Amy: My Daughter vào năm 2012 và đã lấy phần lợi nhuận quyên góp vào quỹ Amy Winehouse Foundation. Trong phần giới thiệu của quyển sách, ông có viết: "Bên cạnh việc làm cha, tôi còn là một người bạn tâm giao và là một người khuyên bảo cho cô-mà cô không chỉ nghe theo lời khuyên của tôi, mà còn luôn hiểu rõ tôi."[130]
- Trong tháng 4 năm 2013, đã có thông báo về việc Winehouse sẽ trở thành dự án chính thức cho bộ phim tài liệu được Asif Kapadia đạo diễn và được sản xuất bởi James Gay-Rees, Kapadia và Universal Music.[131] Kapadia và Gay-Rees đã giới thiệu dự án này tại Liên hoan phim Cannes 2013.[132]
- Những vật dụng cá nhân của Winehouse đã được trưng bày trong một buổi triển lãm mang tên Amy Winehouse: A Family Portrait, tại Bảo tàng Do thái Luân Đôn cho đến hết ngày 15 tháng 9 năm 2013. Buổi triễn lãm trưng bày các vật dụng như sách và đĩa nhạc, với những dòng chú thích được viết bởi chính anh trai của Winehouse.[133]
- Vào cuối năm 2011, bạn trai cũ của Amy, Reg Traviss, đã phát triển một bộ phim về cô, nhưng bố của Amy, người đang giữ tác quyền âm nhạc của Amy, đã nhất quyết giữ lại các bài hát này khỏi bộ phim đó.[134]

## Phong cách nghệ thuật

### Chất giọng
- Trục trặc khi nghe? Xem hướng dẫn.

Amy Winehouse được biết đến bởi chất giọng nữ trầm đặc trưng, với phạm vi thanh nhạc trải dài trong 3 quãng tám (Re1-Mi♭4). Theo các nhà phê bình, Winehouse đã là "một tài năng âm nhạc vô cùng lớn", khi "sở hữu chất giọng thật sự hiếm có, nhằm để cải thiện sự sống động cho người nghe." Trong một bài đánh giá cho album Frank, trang All Music đã so sánh Amy với Macy Gray và đã gọi giọng cô "có đôi chút của Billie Holiday và Lauryn Hill". Teresa Wiltz từ Washington Post đã mô tả giọng hát của Winehouse như "được ướp trong sự tiếc nuối, được cất lên trong nỗi đau nhói lòng". Đồng thời, cô còn nổi tiếng với "chất giọng có chiều sâu và nội lực," đã là những yếu tố khiến nó trở nên "vừa trần tục và vừa tuyệt diệu trong cùng một lúc".
Các biên tập viên từ The New Yorker đã cho rằng "giọng hát đó có thể nghe như một khía cạnh đen tối từ chính tinh hoa của cô, nhưng lại chứa đựng nhiều tham vọng và vượt lên trên bất kỳ định nghĩa nào khác". Trong một bài nhận xét cho album Back to Black, tờ Entertainment Weekly đã cảm thấy rằng phân nhịp của Winehouse đã là một bằng chứng sống cho sự ảnh hưởng của Billie Holiday đến cô, đồng thời chỉ trích Amy vì đã lạm dụng việc chạy giọng hát trong quá trình ghi âm Frank. Cho dù Douglas Wolk từ Pitchfork Media đã không hài lòng về cái cách mà Winehouse đã "mô phỏng lại những ca sĩ nhạc jazz yêu thích" khác của ông, đồng thời đã công nhận khả năng ca hát nổi bật của cô trong một bài đánh giá vào năm 200, thì trong một bài nhận xét khác của trang Pitchfork vào năm 2007, Joshua Klein đã chỉ ra việc giọng hát của Winehouse "có thể biến sự sỗ sàng, thậm chí là tình cảm trần tục, trở nên hùng hồn và mạnh mẽ."

### Phong cách âm nhạc
Ban đầu, Amy Winehouse đã theo đuổi các yếu tố từ dòng nhạc soul và jazz từ thập niên 60, kết hợp cùng giai điệu R&B đương đại. Kể từ khi bắt đầu sự nghiệp, Winehouse đã được nhìn nhận bởi tính độc đáo, sự chân thật và sự mỉa mai trong lời nhạc, với các sáng tác được xem như là "tự truyện" của chính cô theo thời gian. Khi phát hành album Frank, tờ The Guardian đã có viết, "Âm nhạc của Winehouse nằm đâu đó giữa Nina Simone và Erykah Badu, với âm điệu ngây thơ và bừa bộn", và Chris Willman từ Entertainment Weekly đã cảm thấy phong cách của cô đã bị ảnh hưởng nặng nề bởi ban nhạc Sade. BBC Online đã cho rằng "Những nguồn ảnh hưởng đến Winehouse đều rất rõ ràng (Sarah Vaughan, Dinah Washington), nhưng cô ấy có đủ tài năng và thái độ để biến bất cứ sự so sánh nào trở nên không cần thiết". Dan Cairns từ The Times đã mô tả đĩa nhạc đầu tay của cô "đầy triển vọng đến không tưởng, nhưng cũng ôn hòa và đầy cương quyết".
Khi Winehouse cho phát hành album Back to Black, cô đã nhận được nhiều phản hồi vô cùng tích cực từ phía các nhà phê bình. Allmusic đã cho rằng "Mặc dù album này đã quay lưng với dòng nhạc jazz và tràn ngập giai điện R&B hiện đại, thế nhưng chất lượng âm nhạc của nó vẫn còn nguyên vẹn". Trong khi đó, Jude Rogers lại cho rằng Back to Black đã "là một album nhạc soul đáng kinh ngạc khi đã kết hợp âm thanh của Motown cùng các ban nhạc nữ những năm 60, cho người nghe giai điệu thông thái và hiện đại" Victoria Segal từ The Times đã cho rằng "các bài hát của Winehouse vô cùng thẳng thắn, và mặc dù được phối khí theo phong cách cổ điển và chân thật, thì album vẫn mang được hơi hướng rất đương thời". Các biên tập viên từ Rolling Stone ban đầu đã cho những ý kiến trái chiều về tác phẩm này, vì "chất lượng của album không ổn định. Nhưng trong xuyên suốt đĩa nhạc, các sáng tác xuất sắc nhất khiến ta không tài nào không thích". Dù vậy, trong phiên bản vào năm 2010, tạp chí đã đề cao sự hòa trộn giữa các thể loại âm nhạc và đã gọi nó là "một bản thu âm đầy kích động, buồn bã và đầy phép màu không ngờ đến".

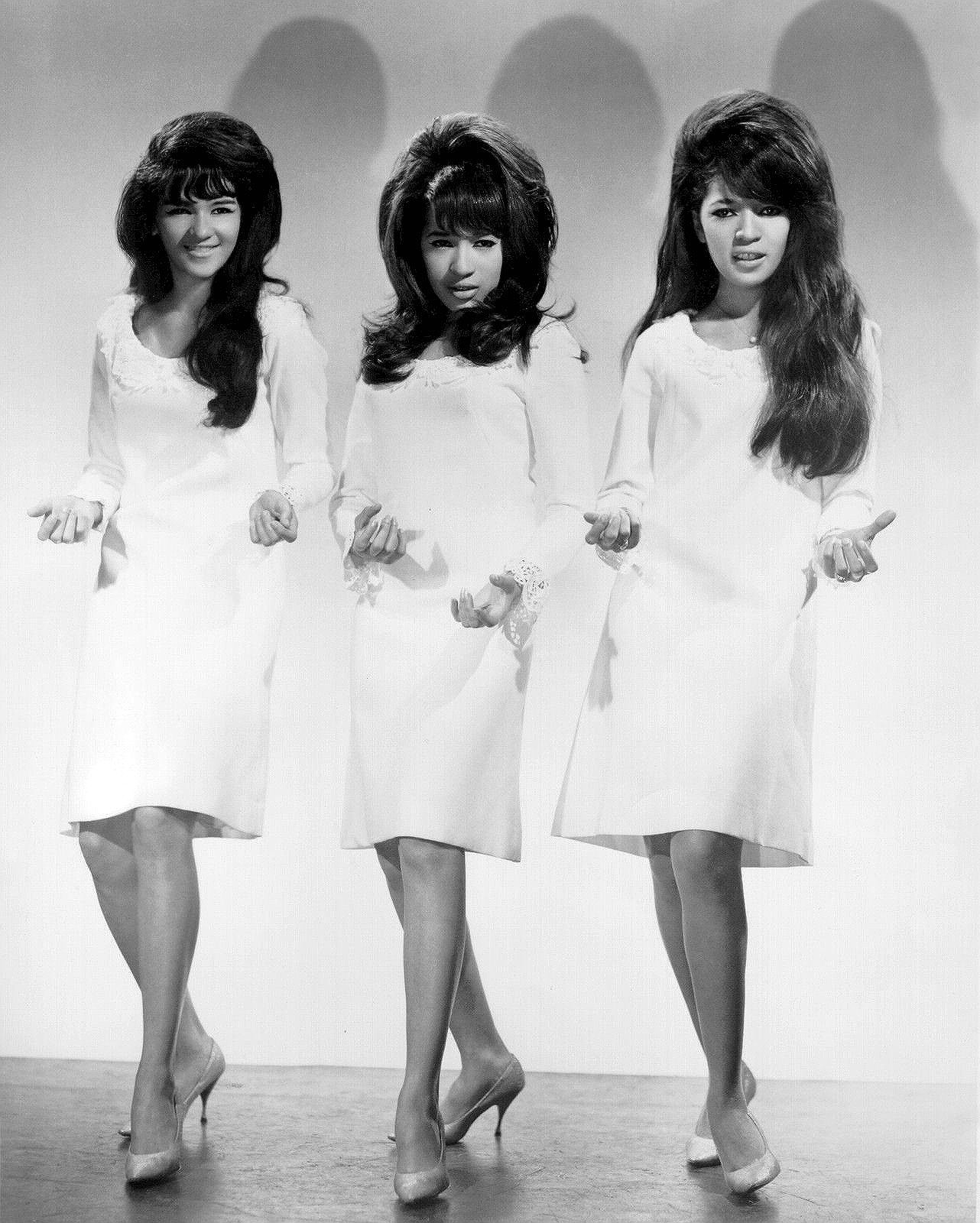
Winehouse đã lấy cảm hứng từ hình tượng của những nhóm nhạc soul nữ như The Ronettes

### Hình tượng
Winehouse vô cùng yêu mến các nhóm nhạc nữ vào thập niên 1960. Nhà tạo mẫu của cô, Alex Foden, đã lấy ý tưởng đó cho mái tóc tổ ong "dễ dàng nhận ra ngay lập tức" của cô (được tạo dựng từ tóc nối) và trang điểm cho cô theo phong cách Cleopatra từ nhóm nhạc The Ronettes. Mitch Winehouse sau đó đã có lần hé lộ việc trang điểm với son môi đỏ đậm, chân mày rậm và kẻ mắt đậm đã được cô lấy cảm hứng từ một lần cô thấy trong một chuyến đi đến Miami để cộng tác cùng Salaam Remi trong album Back to Black.
Dù vậy, hình tượng này của cô đã bị dư luận Anh Quốc gièm pha, khi trong lễ trao giải NME Awards, Winehouse vừa được nhận giải "Nghệ sĩ đơn ca xuất sắc nhất" và "DVD âm nhạc xuất sắc nhất" vào năm 2008, vừa được trao giải "Nghệ sĩ ăn mặc tồi nhất". Cô cũng đã xếp hạng thứ hai trong danh sách "10 người phụ nữ ăn mặc tồi nhất" của Richard Blackwell, chỉ đứng sau Victoria Beckham.

## Đời tư

### Các mối tình
Winehouse đã từng hẹn hò cùng nam ca sĩ Alex Clare (đôi khi được ghi nhận với cái tên Alex Claire) vào năm 2006, trong thời gian chia tay với người mà sau này đã trở thành chồng của cô, Blake Fielder-Civil. Họ đã sống hạnh phúc bên nhau trong một thời gian ngắn ngủi, mà sau này, Clare đã tiết lộ câu chuyện về mối quan hệ với Amy cùng Tạp chí "News of the World", đã được xuất bản dưới cái tên "Bondage Crazed Amy Just Can't Beehive in Bed".
Sau đó, cô đã lấy Fielder-Civil (sinh vào tháng 8 năm 1978), người đã từng là trợ lý sản xuất video, vào ngày 18 tháng 5 năm 2007 tại Miami Beach, Florida. Fielder-Civil đã rời khỏi trường Bourne Grammar School và đã chuyển đến London năm 16 tuổi. Trong một cuộc phỏng vấn năm 2007, Winehouse đã khẳng định rằng đôi khi cô tỏ ra vô cùng bạo lực với anh sau khi cô đã say chén, nói rằng "nếu anh ấy nói với tôi điều gì mà tôi không vừa ý thì tôi sẽ đánh anh ta". Vào tháng 8 năm 2007, họ đã bị chụp ảnh trong tình trạng đầy máu và vết thâm tại Luân Đôn, sau khi được cho là đã ẩu đả với nhau, cho dù cô cho rằng chúng đều là chấn thương do cô tự tạo ra.
Gia đình của hai bên đều đã tỏ ra vô cùng lo lắng trước công chúng, khi gia đình bên chồng của cô còn lo sợ rằng cả hai đều đang có dự định tự tử. Cha của Fielder-Civil đã động viên người hâm mộ nên tẩy chay nhạc của cô, nhưng Mitch Winehouse đã cho rằng việc này không thể giúp được gì. Fielder-Civil đã được trích dẫn trong một bài báo tại Anh Quốc về việc đã dẫn dắt cô vào con đường nghiện ma túy. Vào tháng 7 năm 2008, Fielder-Civil đã công bố việc họ đã tự làm tổn thương bản thân mình để làm dịu cơn đau từ việc cai nghiện thuốc.
Từ ngày 21 tháng 7 năm 2008 đến ngày 25 tháng 2 năm 2009, Fielder-Civil đã bị bắt giam vì đã "âm mưu tác động để ngăn cản công lý" (Perverting the course of justice) và cố ý gây thương tích. Vụ việc xảy ra vào tháng 7 năm 2007, có bao gồm một vụ tấn công ở một quán rượu địa phương, khiến anh bị gãy xương hàm. Theo truy tố, chủ quán rượu đã chấp nhận 200.000 Bảng Anh hối lộ để đổi lấy "thất bại tại phiên tòa." Công tố viên đã chỉ ra rằng số tiền đã được trả thực sự thuộc về Winehouse.
Winehouse sau đó đã bị bắt gặp khi đang hẹn hò cùng nam diễn viên Josh Bowman trong dịp lễ tại Saint Lucia vào đầu tháng 1 năm 2009, khi cô "đang yêu lần nữa, và tôi không cần đến ma túy nữa." Cô đã cho rằng "cả cuộc hôn nhân trước đây chỉ toàn dựa trên ma túy." Vào ngày 12 tháng 1, người đại diện của Winehouse đã xác nhận việc "giấy tờ đã được chấp nhận" cho việc li hôn của cô. Do không có tranh chấp gì thêm, vụ li hôn đã được công nhận vào ngày 16 tháng 7 và đã hoàn tất vào ngày 28 tháng 8 năm 2009. Fielder-Civil đã không nhận được bất cứ tài sản nào từ vụ việc này.

### Lạm dụng ma túy và các vấn đề về sức khỏe tinh thần
Cuộc vật lộn của Winehouse cùng việc lạm dụng ma túy đã trở thành đề tài thu hút sự chú ý rộng rãi trong giới truyền thông. Vào năm 2005, cô đã phải trải qua giai đoạn say rượu, thường xuyên sử dụng ma túy và sụt cân. Vào cuối năm đó và đầu năm 2006, dư luận đã nhìn thấy cô có những biến chuyển tích cực cùng việc sáng tác cho album Back to Black. Gia đình cô tin rằng, cái chết của bà cô vào giữa năm 2006, người đã là nguồn cảm hứng sâu rộng của cô, đã là nguyên nhân khiến cô quay lại con đường nghiện ngập. Vào tháng 8 năm 2007, Winehouse đã hủy nhiều buổi diễn tại Anh Quốc và khu vực châu Âu, cùng tình trạng kiệt sức và yếu ớt. Cô đã phải nhập viện trong suốt thời gian đó trong tình trạng sử dụng heroin, thuốc lắc, cocaine, ketamine và rượu quá liều. Trong nhiều buổi phỏng vấn, cô đã thú nhận nhiều vấn đề nghiêm trọng như tự hành xác, trầm cảm và rối loạn ăn uống.
Winehouse có lần chia sẻ rằng cô đã đổ lỗi cho ma túy cho sự nhập viện của mình, và "đã nghĩ rằng tất cả thế là hết với tôi." Không lâu sau đó, cha của Winehouse đã phải công bố về tình trạng sức khỏe của cô thông qua cánh truyền thông vì đó dường như là các duy nhất để cô nghe theo lời ông. Trong một cuộc phỏng vấn cùng The Album Chart Show trên truyền hình Anh Quốc, Winehouse đã chia sẻ việc mình bị rối loạn lưỡng cực chứ không phải là một kẻ nghiện rượu, và nói rằng việc đó nghe như "một kẻ nghiện rượu đang chối từ vậy". Một nhà báo người Mỹ có viết rằng Winehouse đã là một "nạn nhân của sự yếu ớt về tinh thần trong xã hội".
Vào tháng 12 năm 2007, người đại diện của Winehouse đã xác nhận việc cô đang tham gia một chương trình giám sát thể chất và hiện đã dần chuyển đổi những trở ngại của mình bằng việc sáng tác. Tờ The Sun đã đăng tải một video của một người phụ nữ được cho là Winehouse, khi đang hút thuốc phiện và đang trải qua tình trạng phê thuốc. Cha của Winehouse sau đó đã dọn vào ở cùng với cô, và hãng Island Records cũng đã thay mặt cô thông báo việc hủy bỏ các dự định quảng bá tại Hoa Kì Vào cuối tháng 1 năm 2008, Winehouse đã được ghi nhận việc phải vào trại cải tạo trong một chương trình điều trị trong vòng 2 tuần.

## Di sản

### Thế hệ tiếp nối
Nữ danh ca người Anh Adele có nhắc đến sự thành công của Winehouse như là điều đã giúp chặng đường của cô cùng Duffy đến thị trường Hoa Kỳ trở nên "dễ dàng hơn đôi chút". Lady Gaga cũng đã đề cập đến Winehouse khi đã giúp cho cô đạt được thành công trên các bảng xếp hạng, cũng như đã giúp mở đường cho những nữ nghệ sĩ mang phong cách độc đáo khác đến gần với làng nhạc thịnh hành hơn. Raphael Saadiq, Anthony Hamilton, và John Legend đã cho rằng "Amy Winehouse đã được biết đến từ những người muốn tạo ra sự táo bạo trên thị trường tiếp thị".
Những nữ nghệ sĩ khác đã đề cập đến Winehouse trong các nguồn cảm hứng quan trọng của mình, cũng như đã dẫn đường cho họ đến thị trường âm nhạc thịnh hành là Emeli Sandé, Misha B, Jessie J, Paloma Faith, Lana Del Rey, Florence Welch và Estelle.
Sau khi phát hành Back to Black, nhiều hãng đĩa đã tìm kiếm những nữ nghệ sĩ với âm điệu, sự bạo dạn và có tính thử nghiệm tương tự như Amy. Adele và Duffy đã được xem như là làn sóng thứ hai của các nghệ sĩ tương tự như Winehouse. Thế hệ tiếp sau đó có thể kể đến là V V Brown, Florence and the Machine, La Roux và Little Boots. Vào tháng 3 năm 2011, tờ New York Daily News đã có một bài báo nói về làn sóng các nghệ sĩ Anh Quốc đạt được thành công tại Hoa Kì cùng Winehouse và sự thiếu vắng của cô. Charles Aaron từ tạp chí Spin đã trích dẫn câu "Amy Winehouse như là khoảnh khắc của ban nhạc Nirvana dành cho mọi phụ nữ". Theo Keith Caulfield thuộc Tạp chí Billboard, "Nhờ vào Amy hoặc sự thiếu hụt của những người như cô, mà thị trường lại có thể có được những ca sĩ như Adele, Estelle và Duffy," "Mà giờ họ lại có thêm những thế hệ mới, như Eliza Doolittle, Rumer và Ellie."

### Đồ họa và tượng sáp tại Tussauds
Mall Galleries tại London đã mở một cuộc trưng bày vào tháng 5 năm 2008, cùng một bức điêu khắc của Winehouse, mang tựa đề Excess. Bức điêu khắc này đã được Guy Portelli sáng chế, với hình ảnh thu nhỏ của cô đang nằm trên thân của chai rượu sâm-banh. Một tác phẩm khác mang tên Celebrity 1 đã được nghệ nhân Charlotte Suckling chế tác, cũng đã được trưng bày trong buổi triển lãm này.
Một bức tượng sáp của Winehouse đã được trưng bày tại Madame Tussauds, Luân Đôn vào ngày 23 tháng 7 năm 2008. Winehouse đã không thể đến dự buổi khánh thành của bức tượng này, nhưng bố mẹ của cô đã có đến. Bức tượng được thực hiện bởi Marco Perego, với tên gọi The Only Good Rock Star Is a Dead Rock Star, đã cho thấy Winehouse đang nằm trên một vũng máu cùng một quả táo và một lỗ đạn trên đầu sau khi bị William S. Burroughs bắn (nhằm trêu chọc lại việc ông đã vô tình giết vợ mình, Joan Vollmer),. Bức tượng đã được đem đi trưng bày tại Half Gallery ở New York vào ngày 14 tháng 11 năm 2008 với mức giá 100,000 đô-la Mỹ.

## Các giải thưởng và đề cử
Cùng nhiều giải thưởng và công nhận dành cho Frank, Winehouse đã nhận giải Ivor Novello Award cho "Bài hát đương đại xuất sắc nhất" ("Stronger Than Me"), đề cử giải BRIT Award cho "Nữ nghệ sĩ đơn ca xuất sắc nhất", và kể cả lần xuất hiện trong quyển 1001 Albums You Must Hear Before You Die của Robert Dimery vào năm 2006. Album Back to Black đã thu về vô số đề cử, có bao gồm 2 đề cử cho giải BRIT Awards ("Nữ nghệ sĩ đơn ca xuất sắc nhất" và "Album Anh Quốc xuất sắc nhất"), 6 đề cử cho giải Grammy (và đã thắng 5 giải), 4 đề cử cho Ivor Novello Awards, 4 đề cử cho MTV Europe Music Awards, 3 đề cử cho MTV Video Music Award, 3 đề cử cho World Music Awards, và đề cử cho Mercury Prize ("Album của Năm") và 1 giải MOBO Awards ("Nữ nghệ sĩ Anh Quốc xuất sắc nhất"). Trong suốt sự nghiệp của mình, Winehouse đã thắng 23 giải trong tổng số 60 đề cử.
Winehouse đã được xếp thứ 26 trong danh sách "100 Nghệ sĩ nữ xuất sắc nhất làng nhạc" do VH1 bình chọn.

## Danh sách đĩa nhạc
Album phòng thu
- Frank (2003)
- Back to Black (2006)

Album sau khi mất
- Lioness: Hidden Treasures (2011)

Album trực tiếp/DVD
- I Told You I Was Trouble: Live in London (2007)
- Amy Winehouse at the BBC (2012)